# Злодеев, Дмитрий Александрович
Дми́трий Алекса́ндрович Злоде́ев (род. 15 февраля 2002, Воронеж) — российский хоккеист, нападающий клуба «Авангард». Мастер спорта России (2024).

## Клубная карьера
Начал заниматься хоккеем в возрасте трёх лет в родном Воронеже, в школе «Бурана», в 2013 году на год перешёл в школу «Дмитрова», после чего вернулся в «Буран». В 2015 году Злодеева заметили скауты московского «Динамо» и пригласили в свою академию, в составе которой он становился чемпионом страны. С 2018 года начал выступать в Молодёжной хоккейной лиге в составе МХК «Динамо». Дебютировал в МХЛ 4 сентября 2018 года в матче против «Красной армии» (3:5). В своём первом сезоне в МХЛ провёл 20 матчей и набрал четыре (0+4) очка. Свою первую шайбу за МХК «Динамо» забросил 25 сентября 2019 года в матче против «Капитана» (5:2). Всего в МХЛ провёл 101 матч и набрал 55 (20+35) очков. 23 апреля 2021 года вместе с МХК «Динамо» стал обладателем Кубка Харламова.
С 2019 года начал привлекаться к играм в Высшей хоккейной лиге в фарм-клуб «Динамо» (Московская область). Дебютировал в ВХЛ 14 ноября 2019 года в матче против петербургского «Динамо» (1:2). Свою первую шайбу в ВХЛ забросил 15 сентября 2020 года в матче против «Рязани» (1:4). Всего за «Динамо» в ВХЛ провёл 22 матча и набрал 7 (7+0) очков. В сентябре—октябре 2021 года сыграл четыре матча за фарм-клуб петербургское «Динамо» в ВХЛ, набрав два (1+1) очка.
27 октября 2021 года в результате обмена стал игроком системы московского «Спартака». После перехода начал выступать за фарм-клуб воскресенский «Химик» в ВХЛ, дебютировав 30 октября 2021 года в матче против «Рязани». Также начал привлекаться к играм в Континентальной хоккейной лиге. Дебютировал в КХЛ 28 ноября 2021 года в матче против московского «Динамо» (4:1), проведя на площадке четыре минуты и двадцать одну секунду, с показателем полезности «+1». 17 апреля 2022 года заключил новый двусторонний контракт на два года. В сезоне 2022/23 провёл 18 матчей в КХЛ и набрал одно (0+1) очко. В составе «Химика» форвард стал обладателем Кубка Петрова, забросив три шайбы в 17 играх плей-офф. В регулярном чемпионате ВХЛ он набрал 13 (7+6) очков в 33 играх. 2 мая 2023 года в результате обмена права на игрока перешли «Нефтехимику».
Летом 2023 года принимал участие в двух лагерях развития клуба Национальной хоккейной лиги «Ванкувер Кэнакс». 15 октября 2023 года заключил однолетнее соглашение с фарм-клубом «Ванкувера» — «Абботсфорд Кэнакс» из Американской хоккейной лиги. 5 июля 2024 года «Нефтехимик» обменял права на Злодеева в омский «Авангард» и 22 июля 2024 года клуб заключил с ним двусторонний контракт на два года.

## Карьера в сборной
В ноябре 2017 года принимал участие в Кубке Президентского спортивного клуба в составе юниорской сборной России до 16 лет, проведя на турнире три матча и набрав три (1+2) очка.
В ноября 2019 года был вызван в юниорскую сборную России для подготовки к мировому кубку вызова 2019 года. 15 декабря 2019 года вместе с юниорской сборной стал обладателем мирового кубка вызова 2019, на турнире провёл шесть матчей, в которых набрал одно (0+1) очко. 10 августа 2019 года в составе юниорской сборной России выиграл Кубок Глинки / Гретцки. Провёл на турнире 5 матчей, в которых набрал 3 (1+2) очка.
23 октября 2020 года был впервые вызван в сборную России для участия на Кубке Карьяла 2020. На турнире провёл три матча и вместе со сборной выиграл кубок.
14 декабря 2021 года был включён в состав сборной на молодёжный чемпионат мира 2022 года. 28 декабря 2021 года Злодеев был признан лучшим игроком молодёжной сборной России в матче со Швейцарией, он забросил вторую шайбу своей команды в матче. На турнире провёл два матча и набрал одно (1+0) очко, после чего он был отменён из-за коронавирусной инфекции.

## Достижения
МХК «Динамо»
- Чемпион Молодёжной хоккейной лиги: 2020/21
- Обладатель Кубка Харламова: 2021

Химик (Воскресенск)
- Обладатель Кубка Петрова: 2023

Сборные России
- Обладатель Мирового кубка вызова: 2019
- Обладатель Кубка Глинки / Гретцки: 2019
- Обладатель Кубка Карьяла: 2020